# Chronopharmakologie
Chronopharmakologie ist ein Forschungsschwerpunkt der Pharmakologie und untersucht periodisch wiederkehrende und zeitlich vorhersagbare Schwankungen der Wirkung und der Pharmakokinetik von Arzneimitteln bei Menschen und Tieren. Diese Schwankungen entstehen u. a. durch biorhythmische und meteorologische Einflüsse auf den Organismus und können den Blutspiegel von Medikamenten (Chronopharmakokinetik) oder auch die Empfindlichkeit der Zielorgane (Chronopharmakodynamik) beeinflussen.
Chronopharmakologie spielt u. a. bei Betablockern, Chemotherapeutika, Cortisonpräparaten und Opiaten eine praktische Rolle und führt bei einer Reihe von Medikamenten zu zeitgesteuerten Einnahmeempfehlungen.